# Андерс Северин Доннер
Андерс Северин Доннер (фін. Anders Severin Donner ; 5 листопада 1854, Коккола — 15 квітня 1938, Гельсінкі) — фінський астроном.

## Біографія
Андерс Северин Доннер народився 5 листопада 1854 року в Коккола на території Великого князівства Фінляндського.
В 1881—83 роках — доцент, в 1883-1915 професор астрономії Гельсінського університету і директор обсерваторії цього університету.
Під його керівництвом обсерваторія брала участь у міжнародному проекті Карта Неба, у ході якого були визначені зоряні величини й точні координати 285 тисяч зірок.
Помер 15 квітня 1938 року в Гельсінкі.
На його честь названий кратер на Місяці й астероїд 1398 Доннера.